# 米羅柳比夫卡 (錫內利尼科韋區)
48°12′32″N 35°39′36″E / 48.20889°N 35.66000°E
米羅柳比夫卡（羅馬化：Myroliubivka）是烏克蘭的村落，位於該國中部第聶伯羅彼得羅夫斯克州，由錫內利尼科韋區負責管轄，處於中捷爾薩河畔，分別距離科特利亞里夫斯凱0.5公里和安德里伊夫卡1.5公里，面積1.78平方公里，海拔高度102米，2001年人口726。